# Marchenbach

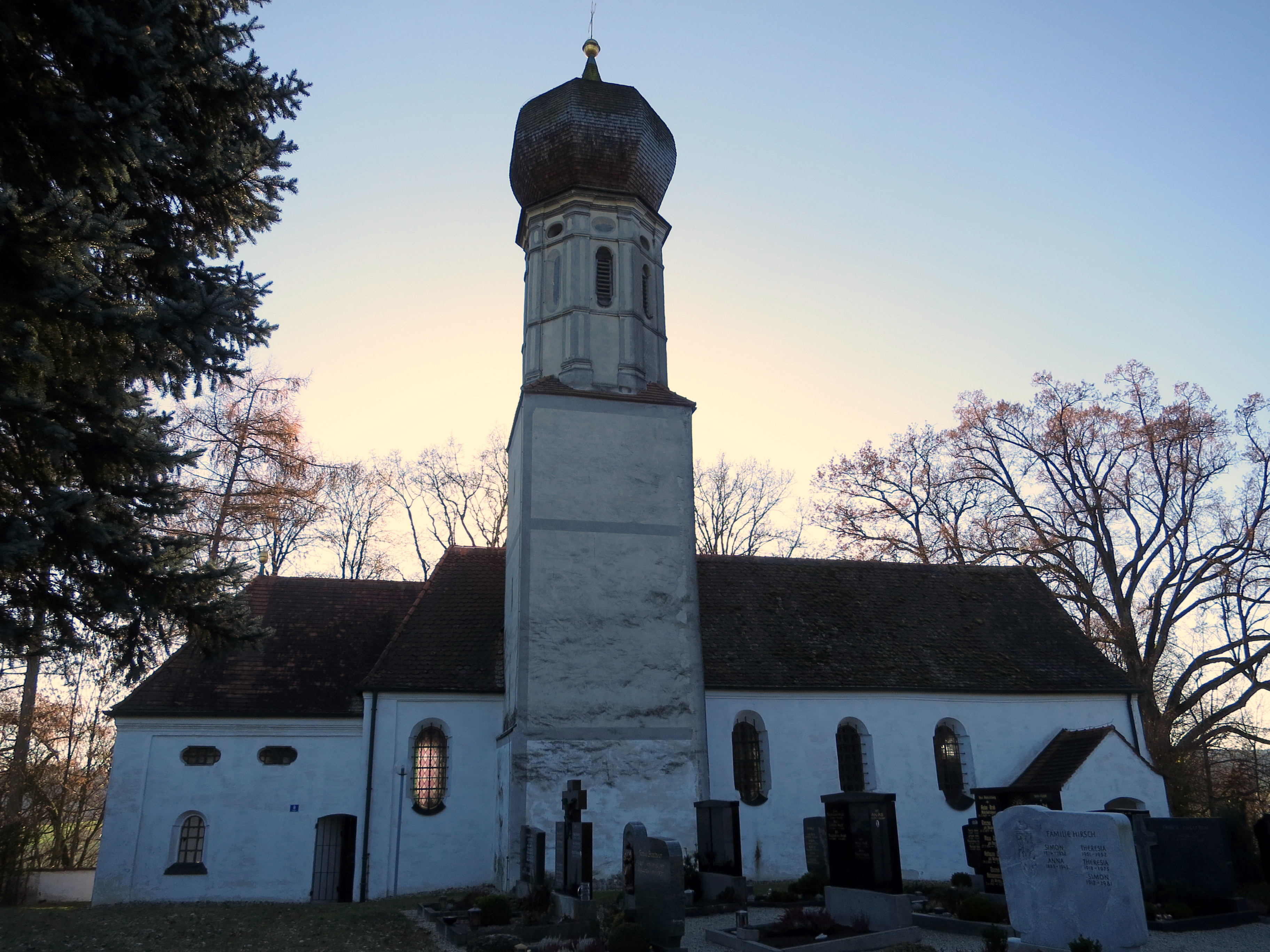
Kirche in Obermarchenbach

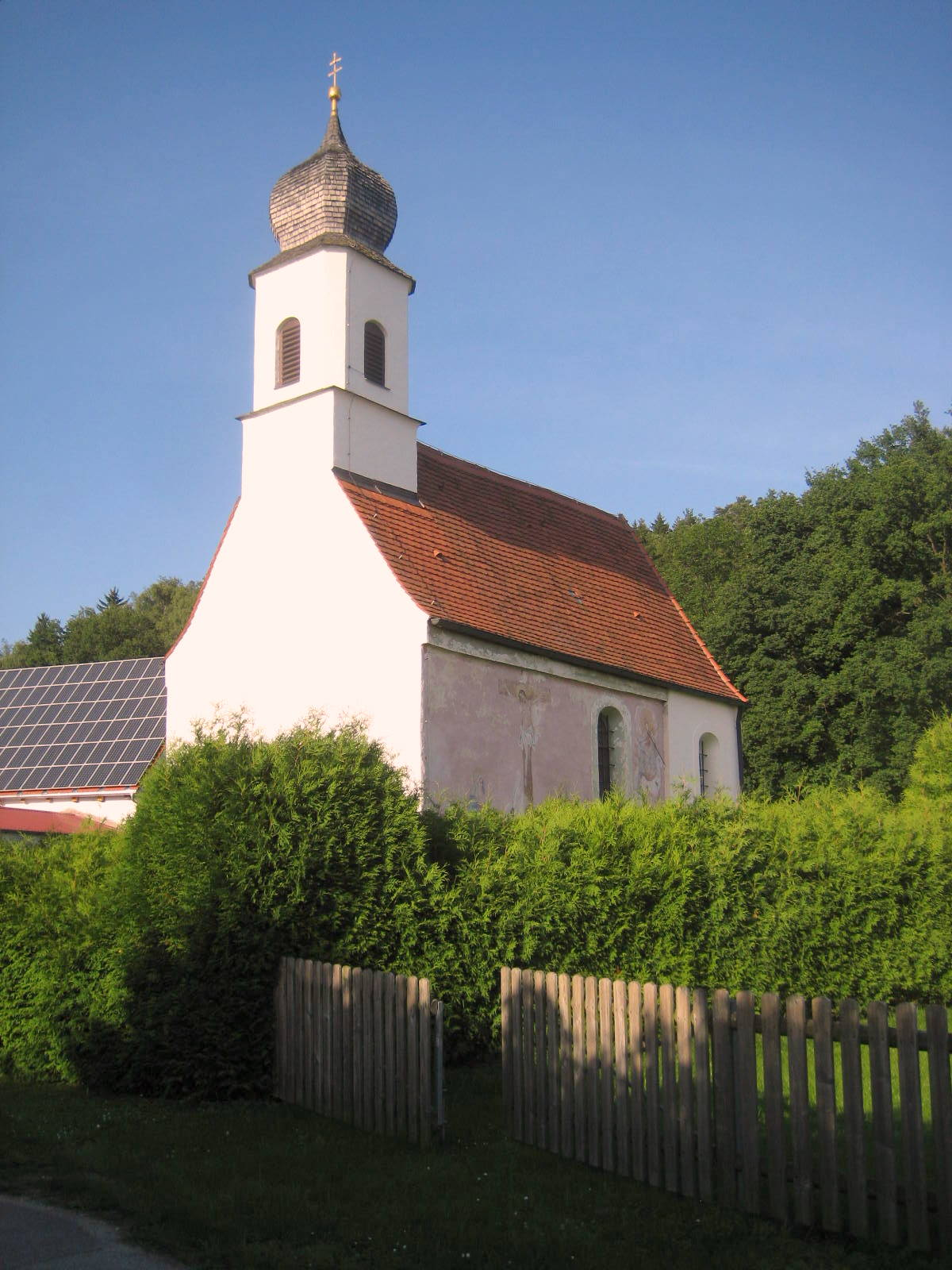
Kirche in Mittermarchenbach

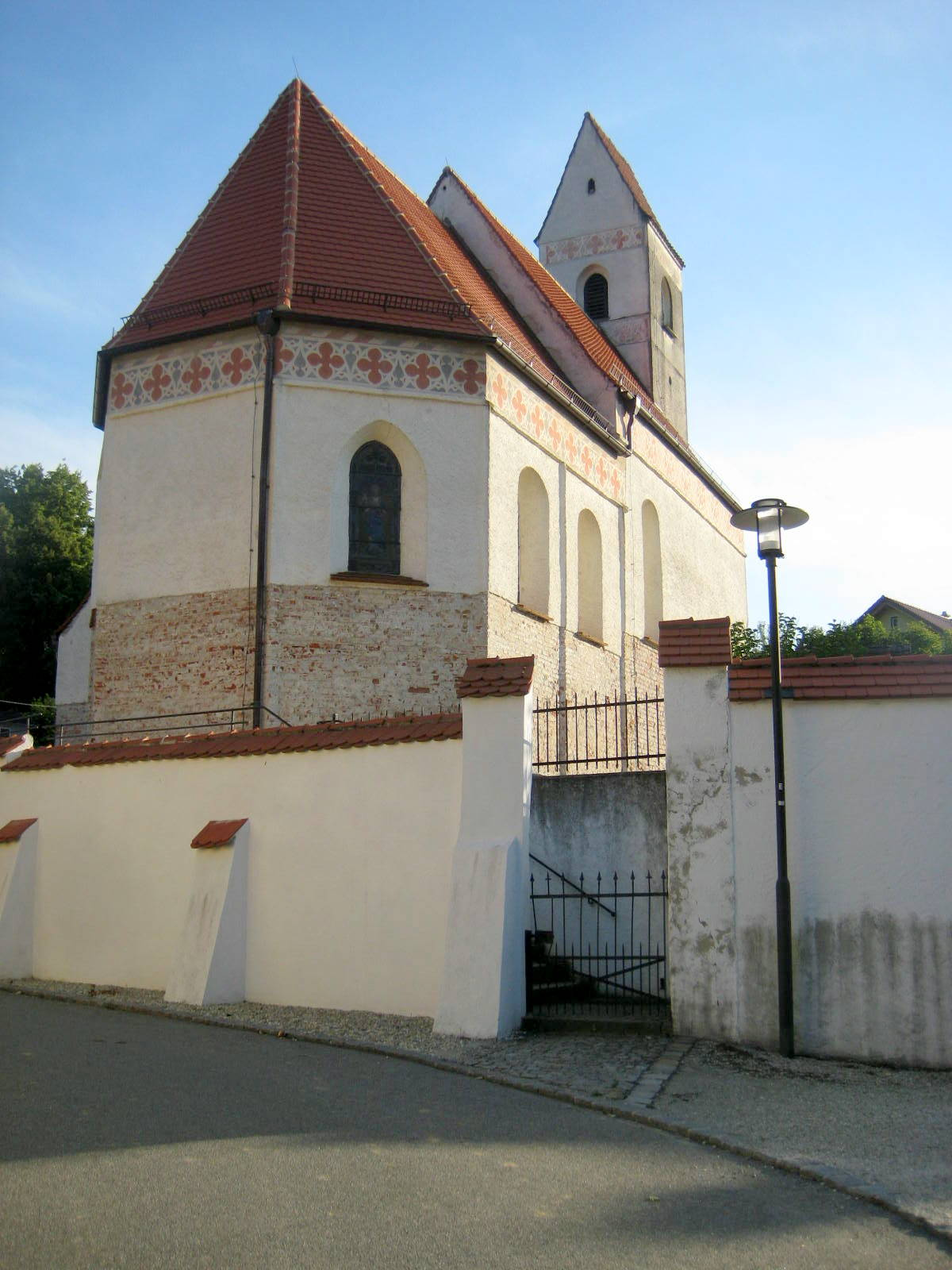
Kirche in Untermarchenbach

Marchenbach ist die gemeinsame Bezeichnung für drei Gemeindeteile der Gemeinde Haag an der Amper im Norden des oberbayerischen Landkreises Freising. Die drei Gemeindeteile sind Obermarchenbach, Mittermarchenbach und Untermarchenbach.

## Geschichte
Marchenbach wird erstmals erwähnt, als die Priester Einhart und Friduperht im Jahr 822 ihren Besitz zu „Wannichenbach“ dem Haus der Mutter Gottes in der Burg Freising gelegen, übergeben. Diese Urkunde wird bei Bitterauf dem Ort Obermarchenbach zugeschrieben. Die genaue Zuordnung ist aber unsicher. Zur Zeit des Herzogtums Bayern gehörten die Dörfer Mittermarchenbach und Untermarchenbach zur Obmannschaft Plörnbach des Amtes Mauern. Das Dorf Obermarchenbach gehörte dagegen zur Herrschaft Isareck. Im Zuge der Gemeindebildung nach dem Zweiten Gemeindeedikt wurde Plörnbach 1818 eine politisch selbständige Landgemeinde, die alle drei mit Marchenbach bezeichnete Ortsteile umfasste. Mit der Gemeindegebietsreform wurde die Gemeinde Plörnbach und mit ihr die drei Ortsteile Obermarchenbach, Mittermarchenbach und Untermarchenbach am 1. Januar 1976 nach Haag an der Amper eingemeindet.

## Sehenswürdigkeiten
- Ehemaliges Pfarrhaus und Katholische Filialkirche Hl. Kreuzauffindung in Obermarchenbach
- Katholische Filialkirche St. Agatha in Mittermarchenbach
- Katholische Filialkirche St. Stephanus in Untermarchenbach